# Františka Inka Bálková
Františka Inka Bálková, roz. Volková, křtěná Františka Antonie (5. března 1907 Tábor – 3. ledna 1992 Praha) byla česká módní návrhářka.

## Život
Františka Inka Bálková se narodila v Táboře v rodině zedníka Františka Volka a jeho ženy Antonie roz. Markové. Po absolvování průmyslové školy se přestěhovala do Prahy, kde pracovala v umělecko průmyslovém ateliéru Emy Kudrnové. Současně předváděla modely v Modelovém domě Sandholz. Později pracovala jako aranžérka a módní poradkyně v Lyonském obchodním domě hedvábí na  Václavském náměstí. Tam tvořila návrhy toalet například pro prvorepublikové herečky, zejména pro první českou filmovou hvězdu Andulu Sedláčkovou. Poté se osamostatnila a vedla vlastní módní a textilní obchod v Celetné ulici.
V padesátých letech dvacátého  století se věnovala rodině až v roce 1958 nastoupila jako aranžérka a módní návrhářka do Bílé labutě, tehdy největšího obchodního domu v Československu. Tam byla také pověřena pořádáním módních přehlídek a vedením módní poradny. Její specialitou byly špendlené modely, které byly velkou raritou nejen v tuzemsku, ale i v zahraničí. Modely byly vytvářeny z jednoho kusu látky, který se nesměl nastříhat nebo porušit, tvarovaly se jen pomocí špendlíků, protože po odšpendlení byly obvykle dále prodány. Modely tak byly špendleny třeba na manekýnky, na tanečnice nebo přímo na zákaznice, které si je pak daly ušít v zákaznickém salónu. V případě módní přehlídky musel být model hotov do 5 minut. Průměrně ročně vytvořila okolo 1300 původních modelů. Po otevření obchodního domu Máj pracovala i pro něj, a dále pro největší textilní podniky té doby – například národní podniky TIBA, Dvůr Králové a HEDVA, Moravská Třebová. Modely byly exportně úspěšné, získaly si například i značnou pozornost na světové výstavě v Montrealu v roce 1967.
Podle dobového tisku se snažila nejen jít v souladu se světovou módou, ale také ji předvídat, což se jí prý i často podařilo a přispívala tak k tomu, že Československo v té době bylo v módě na přední světové úrovni. Její modely měly velkou odezvu jak v novinách a časopisech, například značně populární byl seriál v časopise Standard „Paní Inka radí našim čtenářkám“, tak i ve filmu a televizi. Tady spolupracovala s předními filmovými režisérkami, například Věrou Chytilovou nebo Věrou Jordánovou, a s předními manekýnkami, například Markétou Krbuškovou později Muchovou nebo Ivanou Zelníčkovou později Trumpovou.
Jejím synem je národohospodář a spisovatel Jaroslav Bálek.